# ده نو (كسبي)
ده نو هي بلدة في مقاطعة كسبي في ولاية قشقداريا في أوزبكستان.